# Nasjonal Samling
Nasjonal Samling, NS (pol. Zjednoczenie Narodowe) – norweska początkowo konserwatywna, a następnie coraz bardziej skrajnie prawicowa, faszystowska (narodowosocjalistyczna) i nacjonalistyczna  partia polityczna, założona w 1933 przez Vidkuna Quislinga. Wzorowana była na niemieckiej NSDAP. W latach 1940–1945 partia kolaborująca z niemieckim okupantem.

## Okres przedwojenny
Partia została założona w Oslo w dniu święta narodowego Norwegii 17 maja 1933 przez Vidkuna Quislinga, ministra wojny i Johana Bernharda Hjorta, prokuratora krajowego. Początkowo współpracowała blisko z Norweską Partią Centrum (Senterpartiet). Jeszcze w 1933 wzięła udział w wyborach parlamentarnych w sojuszu z organizacją farmerów Bydgefolkets Krisehjelp. Obydwa ugrupowania dostały prawie 28 tys. głosów (ok. 2%), co było dużym sukcesem. W wyborach samorządowych w 1934 NS kontynuowała dobrą passę, zwłaszcza w okręgu Stavanger, gdzie otrzymała ponad 2,5 tys. głosów. Do 1935 zajmowała stanowisko konserwatywno-religijne.
W początkowym okresie działalności silnie uwypuklano w jej programie akcenty religijne, dlatego miała poparcie Kościoła protestanckiego i katolickiego oraz dużej części ich wyznawców. Jednakże po 1935 straciła je z powodu wzrastającego wpływu haseł progermańskich i antysemickich.
Pomimo tego była najszybciej rozwijającym się norweskim ugrupowaniem politycznym przed wybuchem II wojny światowej, miała jednak w skali całego kraju niewielkie poparcie społeczne. W wyborach parlamentarnych w 1936 zdobyła już zaledwie ok. 2% głosów. Największe wpływy miała w centralnej części kraju oraz w rejonie Oslo. Na tle klęski w wyborach doszło do konfliktu pomiędzy Quislingiem i Hjortem, w wyniku czego ten drugi opuścił partię wraz z kilkoma czołowymi działaczami.
Najbardziej znanymi członkami NS byli b. premier Norwegii Jens Hundseid oraz śpiewak operowy Albert Viljam Hagelin. Sympatyzował z nią zdobywca literackiej nagrody Nobla w 1920 znany pisarz Knut Hamsun.
Symbolem NS był biały krzyż św. Olafa wpisany w koło na czerwonym tle, tzw. krzyż słoneczny. Głównym organem prasowym była gazeta „Nasjonal Samling”, później „Fritt Folk”.

## Struktura

Flaga Nasjonal Samling

Struktura organizacyjna partii była wzorowana na hitlerowskim NSDAP. Na jej czele stał wódz (Fører w nawiązaniu do hitlerowskiego Führer), którym był V. Quisling. Wszyscy członkowie musieli być mu posłuszni. Partia miała szereg przybudówek:
- Hird i Førergarden – wzorowane na hitlerowskim Sturmabteilung,
- Ungdoms-Fylking (Unghird) – organizację młodzieżową, wzorowaną na Hitlerjugend,
- Kvinneorganisasjon – organizację kobiecą,
- Hirdmarinen/Unghirdmarinen – organizację morską NS,
- Hirdens Flykorpset – organizację lotniczą NS,
- Kamporganisasjon – organizację bojową NS,
- Riksorganisasjon – organizację narodową NS,
- Bondegrupper – organizację rolniczą NS,
- Faggruppeorganisasjon – organizację robotniczą NS,
- Studentfylking – organizację studencką NS,
- Hjelpeorganisasjon – organizację społeczną NS.

Symbol organizacji paramilitarnej Hird
Symbol organizacji paramilitarnej Førergarden

## Współpraca międzynarodowa
Przywódca NS już w 1933 nawiązał kontakty z głównymi działaczami hitlerowskimi, zwłaszcza z czołowym ich ideologiem Alfredem Rosenbergiem. Hitlerowcy sfinansowali partię zaś dla wydzielonej grupy zorganizowali szkolenie dywersyjne w Rzeszy. W 1935 r. uczestniczył w Montreaux we Francji w międzynarodowym zjeździe przedstawicieli faszystowskich ugrupowań z różnych krajów Europy. 14 grudnia 1939 został za namową admirała Ericha Raedera przyjęty przez Adolfa Hitlera, który zaproponował mu współpracę. Jest kwestią problematyczną, czy namawiał wówczas przywódcę Rzeszy do zajęcia Norwegii, obiecując wsparcie swojej partii i zorganizowanie puczu wojskowego. Część historyków twierdzi, że rozmowa dotyczyła jedynie reakcji na możliwy scenariusz brytyjsko-francuskiego desantu w Norwegii. Partia w początkach 1940 liczyła niespełna 5 tys. członków.

## Program
Opracowany przez Hansa Jacobsena program NS głosił koncepcję „wodzostwa”, utworzenie państwa korporacyjnego, autonomiczność związków zawodowych, współudział robotników i pracowników umysłowych w (zapewnionym przez państwo) posiadaniu kapitału, opiekę nad gospodarstwami chłopskimi, obowiązek pracy.
Nasjonal Samling głosiło hasła utworzenia tzw. „Wielkiej Norwegii”, nawiązującej do Nodrjöimperium wikingów, a także zjednoczenia nordyckiego Niemiec, państw Skandynawii i Wielkiej Brytanii. W 1936 Vidkun Quisling ogłosił ideę powołania pacyfistycznej Ligi Narodów Nordyckich (Nordisk Folkeforbund), a w czerwcu 1939 wziął udział w odbywającym się w Lubece kongresie Towarzystwa Nordyckiego.
NS opowiadało się przeciw demokracji parlamentarnej, a także komunizmowi. Lobbowało na korzyść nazistowskich Niemiec i faszystowskich Włoch.

## Okupacja niemiecka

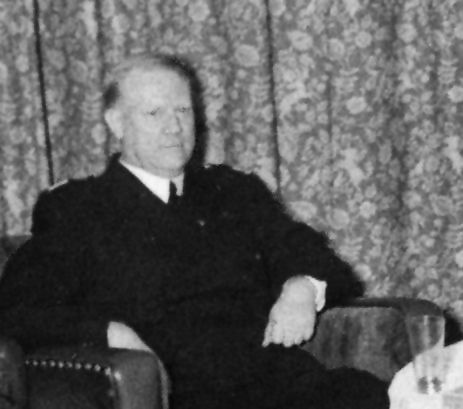
Vidkun Quisling.

Po niespodziewanym zaatakowaniu Norwegii przez wojska niemieckie 9 kwietnia 1940 r., V. Quisling, wykorzystując sytuację, proklamował w przemówieniu radiowym tego samego dnia utworzenie „rządu narodowego” pod swoim przewodnictwem. Jednakże już 14 kwietnia Niemcy zmusili go do ustąpienia, zaś 19 kwietnia Komisarzem Rzeszy w okupowanej Norwegii został Josef Terboven. V. Quislinga zmuszono do wyjazdu do Niemiec, lecz dzięki A. Rosenbergowi powrócił 16 sierpnia. Niemieckie władze okupacyjne zakazały działalności wszystkich partii politycznych z wyjątkiem Nasjonal Samling. 9 jej członków (bez Quislinga) uzyskało teki w mianowanej przez okupanta Radzie Komisarzy Ministerialnych. Byli to: Albert Viljam Hagelin (sprawy wewnętrzne), Ragnar Skancke (sprawy edukacyjne i kościelne), Gulbrand Lunde (sprawy kulturalne), Sverre Riisnæs (sprawiedliwość), Jonas Lie (policja), Birger Meidell, a następnie Johan Andreas Lippestad (sprawy społeczne), Kjeld Stub Irgens (marynarka handlowa), Thorstein Fretheim (rolnictwo), Axel Stang (praca). 25 września otrzymali oni tytuł ministra, podobnie jak sekretarz generalny NS Rolf Jørgen Fuglesang.
Ponadto NS uzyskała od Niemców poważne wsparcie finansowe i ideologiczne. Wskutek ogromnych wysiłków propagandowych jej liczebność osiągnęła w szczytowym momencie ok. 45 tys. członków.
Dopiero 1 lutego 1942 Vidkun Quisling doczekał się stanowiska premiera w nowo powołanym marionetkowym kolaboracyjnym rządzie, jednak bez realnej władzy, pozostającej w rękach Komisarza Rzeszy. 13 lutego odbył spotkanie z A. Hitlerem, podczas którego nie zdołał osiągnąć żadnego ze swoich postulatów, tj. zawarcia układu pokojowego, reaktywowania armii norweskiej, ani planu utworzenia Związku Narodów Nordyckich – pod przewodnictwem Rzeszy, ale z pełną niepodległością Norwegii i innych państw skandynawskich. Co jakiś czas wysyłał do Berlina memoriały, które ostatecznie doprowadziły do zgody Adolfa Hitlera 28 września 1944 na uzyskanie przez Norwegię niepodległości po zakończeniu wojny. Był on współodpowiedzialny za terror i deportacje rodaków do obozów koncentracyjnych.
Wiosną 1942 liczebność partii wzrosła do ok. 57-60 tys. członków (wobec ok. 5 tys. przed wybuchem wojny), a jej cechą charakterystyczną był duży udział młodych kobiet. W latach 1944–1945 odeszło z niej część ludzi, ale nie w dużej ilości.
Po kapitulacji Niemiec 9 maja 1945 Quisling został pojmany przez norweski ruch oporu. W procesie w Oslo wydano na niego wyrok śmierci, który wykonano 24 października 1945. Aresztowano około 14 tysięcy członków partii. Sądzono część członków Nasjonal Samling, przy czym przeszło połowie z nich nie można było niczego zarzucić poza przynależnością do tej partii. Jedynie 25 osób stracono.